# کلیسای ماوانا
کلیسای ماوانا مربوط به دوره قاجار است و در شهرستان اورمیه، بخش ماوانا، روستای ماوانا واقع شده و این اثر در تاریخ ۱۲ بهمن ۱۳۸۱ با شمارهٔ ثبت ۷۳۸۹ به‌عنوان یکی از آثار ملی ایران به ثبت رسیده است.